# Президент Украинской Народной Республики в изгнании
Президент Украинской Народной Республики в изгнании — бывший официальный пост украинского правительства в изгнании после Второй мировой войны. Должность была реорганизована с должности главы директории Украины.

## История
10 июля 1948 года был принят «Временный закон о реорганизации Государственного Центра Украинской Народной Республики в изгнании», который был скоординирован между разными украинскими политическими организациями. Андрей Ливицкий, который был главой Директории, был согласован Украинским Национальным Советом, как президент Украинской Народной Республики в изгнании. С 1948 по 1992 год было четыре президента УНР в изгнании. 15 марта 1992 года 10-я внеочередная сессия Украинского Национального Совета приняла резолюцию «О передаче полномочий Государственного центра УНР в изгнании государственной власти в Киеве и прекращения работы Государственного центра УНР в изгнании». Последний президент Николай Плавьюк официально передал его президентские клейноды и полномочия новоизбранному Президенту Украины Леониду Кравчуку, чем фактически засвидетельствовал наследственность института.
Президент должен был быть избран или подтвержден Украинским Национальным Советом. Он имел право участвовать в заседаниях Украинского Национального Совета и его президиума, представлять Государственный центр УНР в изгнании на внешних отношениях, назначать главу правительства и, по предложению которого, членов правительства. В исключительных случаях Президент мог распустить Украинский национальный совет по представлению правительства. Правительство УНР было ответственным и подотчетным как Президенту, так и Совету. Все президенты, за исключением последнего, носили титул пожизненно.

## Список Президентов УНР в изгнании
| Президент | Президент                    | Город избрания | Занял должность | Покинул пост    | |
| --------- | ---------------------------- | -------------- | --------------- | --------------- | --- |
|           | Андрей Ливицкий (1879—1954)  | Аугсбург       | 10 июля 1948    | 17 января 1954  | вступил в должность после того, как был председателем директории (1926—1948) В 1948 году провел реформу Государственного Центра УНР в изгнании и создал пост Президента УНР, заменив должность Главного атамана, пытался поддерживать связи с УПА в Украине. |
|           | Степан Витвицкий (1884—1965) | Мюнхен         | 17 января 1954  | 9 октября 1965  | Происходил из аристократической семьи из Галиции, входил в политическую партию УНДО, после смерти Андрея Ливицкого избран Украинским Национальным Советом Президентом УНР.                                                                                   |
|           | Николай Ливицкий (1907—1989) | Мюнхен         | 22 марта 1967   | 8 декабря 1989  | Сын Андрея Ливицкого, после своего избрания в 1967 году, провел реформу Украинского Национального Совета и пытался концентрировать всю полноту власти в своих руках, поэтому получил характеристику современников как «диктатор в изгнании»                  |
|           | Николай Плавьюк(1925—2012)   |                | 8 декабря 1989  | 22 августа 1992 | передал президентские полномочия и клейноды Леониду Кравчуку (Президент Украины) |